# جائزة فلم فير لأفضل ممثل
جائزة أفضل ممثل هي مسابقة هندية تأسست سنة 1953، وهي تُقدم لأفضل ممثل في بوليود.
- أكثر من فاز في الجائزة:دليب كومار و شاه روخ خان(8 مرات).
- أكثر من ترشح للجائزة:أميتاب باتشان(30 مرة).
- أكبر من فاز في الجائزة:أميتاب باتشان(67 عام).
- أكبر من ترشح للجائزة:أميتاب باتشان، ودليب كومار(69 عام).
- أصغر من فاز بالجائزة:ريشي كابور(21 عام).
- أصغر من ترشح للجائزة:دارشال سافاري (11 عام).
- أكثر من ترشح دون ان يحصل على الجائزة:سلمان خان(8 ترشحات).
- أكثر من ترشح لسنوات متتالية:عامر خان(1988-1996).
- أكثر من ترشح في نفس العام:ثلاث ترشحات: أميتاب باتشان (1978-1982)-شاه روخ خان(2004).

## الأكثر ترشحاً
- 30:أميتاب باتشان.
- 22:شاه روخ خان.
- 19:دليب كومار.
- 18:عامر خان.
- 14:راجيش خانا.
- 12:هرثيك روشان.
- 11:سانجيف كومار.
- 8:انيل كابور-سلمان خان.
- 7:اجي ديفجان.
- 6:راج كابور-ديف اناند-رانبير كابور-نصير الدين شاه.
- 5:ريشي كابور-جوفندا-سني ديول-ريشي كابور-سانجاي دوت.
- 4:اكشاي كومار-دارمندرا-كمال حسن-مانوج كومار.
- 3:شاهد كابور-اشوك كومار-راجندرا كومار-سونيل دوت-نانا باتيكر-ابهشك باتشن.
- 2:بهارات بوشان-راج بابار-شامي كابور-جاكي شروف-سيف علي خان-امول بليكار-مانوج باجبي-فينود خانا

## الأكثر فوزاً
- 8:دليب كومار-شاه روخ خان.
- 5:أميتاب باتشان.
- 4:هرثيك روشان.
- 3:راجيش خانا-نصير الدين شاه.
- 2:راج كابور-ديف اناند-رانبير كابور-اشوك كومار-سونيل دوت-سانجيف كومار-انيل كابور-عامر خان.
- 1:شامي كابور-بهارات بوشان-شاهد كابور-ريشي كابور-فرحان اختر-جاكي شروف-سني ديول-كمال حسن-مانوج كومار-شاهد كابور-اشوك كومار-نانا باتيكار-امول بليكار-انوبام خير.

## فاز على التوالي
- 3:دليب كومار(1955-1956-1957).
- 2:راجيش خانا(1970-1971)-سانجيف كومار(1975-1976)-أميتاب باتشان(1977-1978)-نصير الدين شاه(1980-1981)-شاه روخ خان(1997-1998)-رانبير كابور(2011-2012)

## أشهر من لم يحصل على الجائزة
دارمندرا-اكشاي كومار-شاشي كابور-سلمان خان-اجي ديفجان-فيروز خان-فينود خانا-راجندرا كومار-جيتندرا-بران-امريش بوري-شاتروجان سينها-اوم بوري-سيف علي خان-مانوج باجبي-راج بابار-ابهشك باتشن-جوفندا-

## الفائزين
- دليب كومار1953-1955-1956-1957-1960-1964-1967-1982.
- شاه روخ خان1993-1995-1997-1998-2002-2004-2007-2010.
- أميتاب باتشان1977-1978-1991-2005-2009.
- هرثيك روشان2000-2003-2006-2008.
- راجيش خانا1970-1971-1974.
- نصير الدين شاه1980-1981-1983.
- ديف اناند1958-1966.
- راج كومار1959-1961.
- اشوك كومار1962-1969.
- سونيل دوت 1963-1965.
- سانجيف كومار1975-1976.
- انيل كابور1988-1992.
- عامر خان1996-2001.
- رانبير كابور2011-2012.
- شاهد كابور2014.
- فرحان اختر2013.
- سانجاي دوت1999.
- نانا باتيكر1994.
- سني ديول1990
- جاكي شروف1989.
- كمال حسن1985.
- انوبام خير1984.
- امول بليكار1979.
- ريشي كابور1973.
- مانوج كومار1972.
- شامي كابور1968.
- بهارات بوشان1954.

## معرض صور

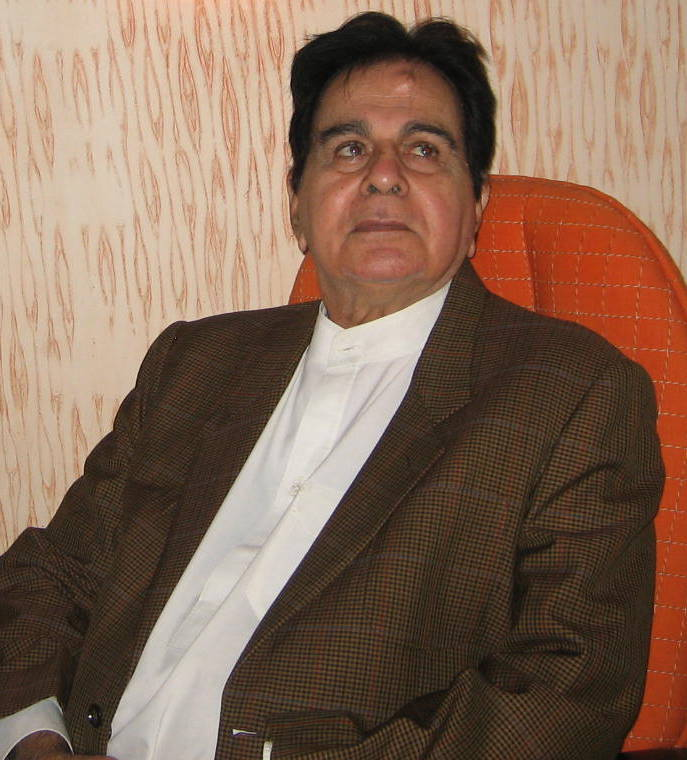
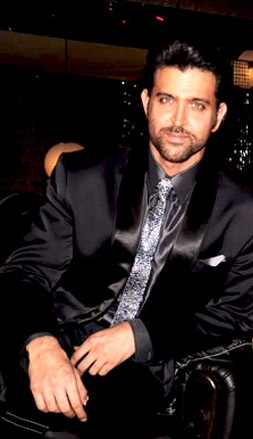
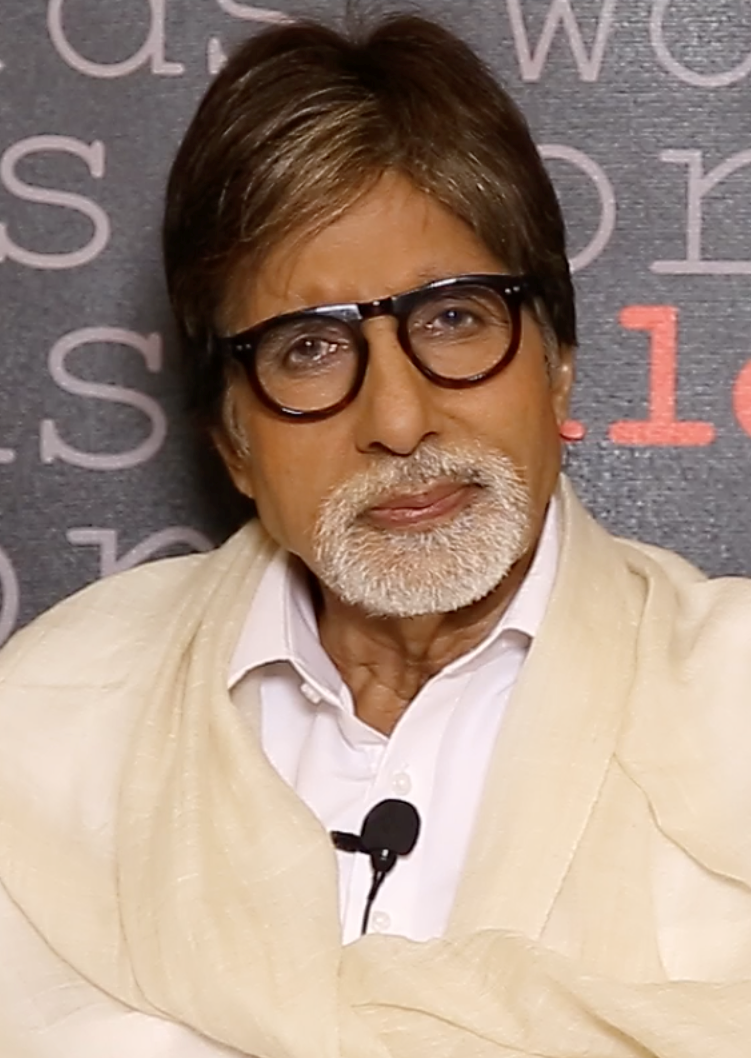
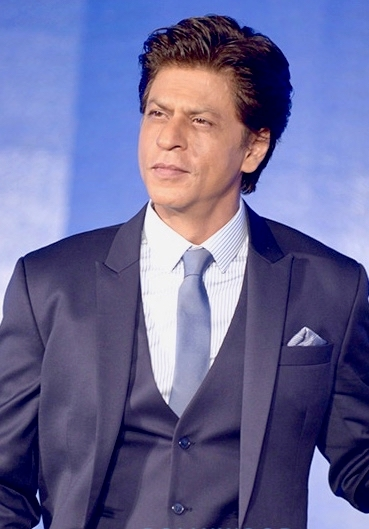